# 국민연금연구원
국민연금연구원(國民年金硏究院)은 국민연금 뿐만 아니라 사회보험제도의 전반적인 발전방안 연구, 기금운용본부의 기금운용성과에 대한 평가, 장기적인 연금제도의 안정화를 위한 재정계산 등을 수행하기 위하여 설립된 대한민국 보건복지부 산하 국민연금공단 부설 연구기관이다.  전북특별자치도 전주시 덕진구 기지로 180(만성동) 국민연금공단 7층에 위치하고 있다.

## 연혁
- 1994년 12월 기금운용연구실 설치 세부운영방안 보건복지부 승인
- 1995년 4월 초대 정경배 소장 취임. 기금운용연구실 발족 (연구직 7명, 일반직 5명) 후 기금운용연구센터로 명칭 변경
- 1996년 4월 국민연금연구센터로 명칭 변경
- 1998년 5월 연구직 및 기금운용직 5명 증원
- 1998년 7월 제2대 오근식 소장 취임. 공단 직제 조정에 의거하여 조사 및 복지사업 일부업무 이관
- 2000년 1월 제3대 노인철 소장 취임
- 2000년 4월 공단 직제 조정에 의거하여 연구직 10명 증원 등 정원 조정
- 2001년 11월 기금정책평가팀을 분리하여 기금정책팀과 기금평가팀으로 구성
- 2003년 1월 제4대 노인철 소장 연임
- 2004년 12월 국민연금연구원으로 명칭 변경
- 2006년 1월 제5대 백화종 원장 취임
- 2007년 1월 패널조사팀, 거시경제팀 신설
- 2009년 3월 제6대 백화종 원장 연임
- 2012년 1월 재정추계분석실 신설
- 2012년 3월 제7대 김성숙 원장 취임[5]

## 주요 업무
- 연금제도 및 사회보험 연구
- 복지사업 정책방향 연구
- 사회조사 및 조사연구 인프라 구축
- 중장기 재정추계모형 개발 및 구축
- 기금운용 효율화방안 연구
- 기금운용 성과평가기법 개발

## 조직

### 국민연금연구원장

##### 연구지원부
- 연구사업관리
- 행정지원

#### 연금제도연구실

##### 패널조사팀
- 패널조사
- 통계분석

#### 재정추계분석실

##### 재정추계팀
- 재정계산
- 중장기추계

##### 거시경제팀
- 수급부담분석
- 거시변수분석

#### 기금정책분석실

##### 기금정책팀
- 기금정책
- 자산배분

##### 기금평가팀
- 성과평가
- 위험관리

## 같이 보기
- 국민연금심의위원회
- 국민연금심사위원회
- 국민연금재심사위원회
- 국민연금기금운용위원회
- 국민연금운용실무평가위원회
- 한국보건사회연구원
- 한국연금학회